# Brocéliande
Pour les articles homonymes, voir Brocéliande (homonymie).

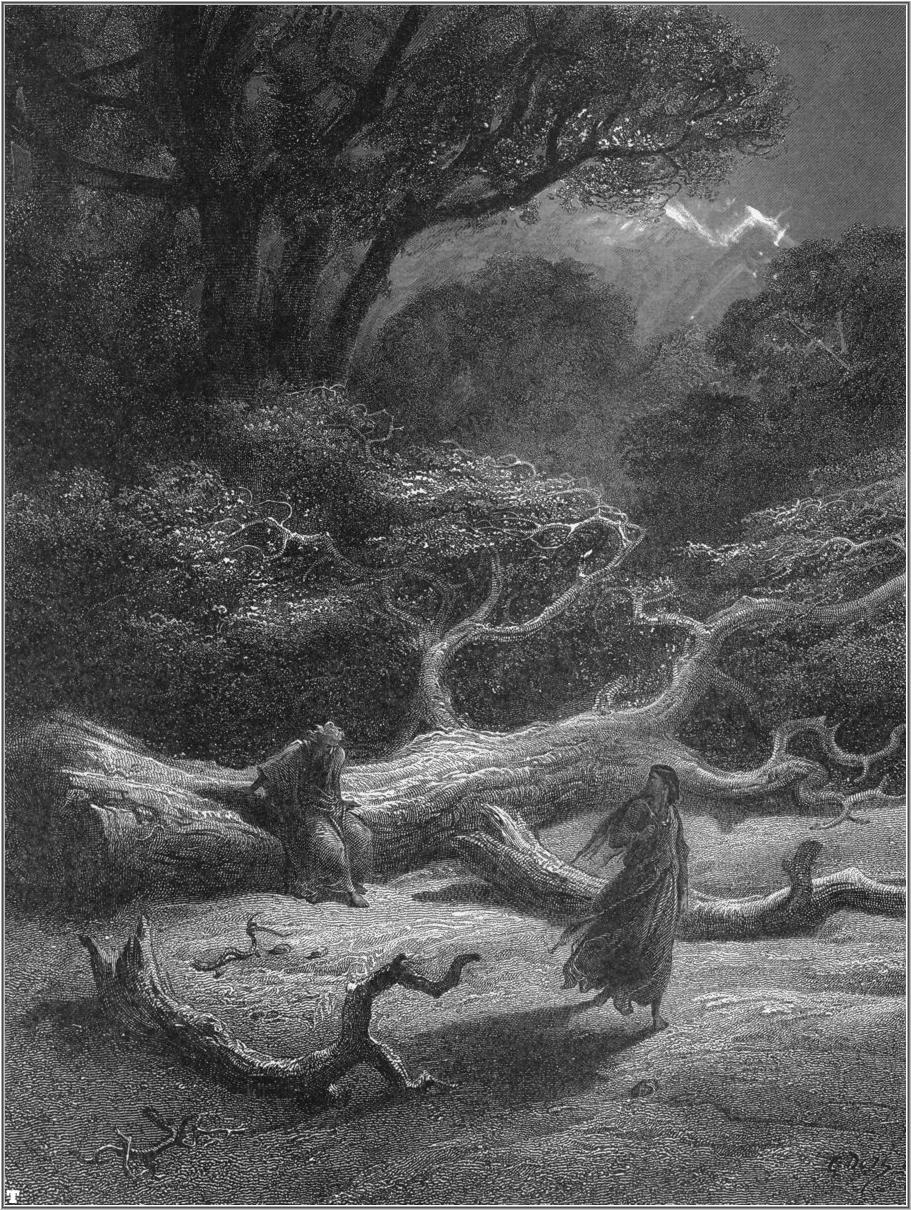
Merlin et Viviane dans Brocéliande, d'après une gravure de Gustave Doré.

Brocéliande, appelée aussi forêt de Brocéliande, est une forêt mythique et enchantée citée dans plusieurs textes, liés pour la plupart à la légende arthurienne. Ces textes, datés du Moyen Âge pour les plus anciens, y mettent en scène Merlin, les fées Morgane et Viviane, le roi Arthur, ainsi que certains chevaliers de la table ronde. D'après ces récits, la forêt de Brocéliande héberge le Val sans retour, où Morgane piège les hommes infidèles jusqu'à être déjouée par Lancelot du lac ; et la fontaine de Barenton, réputée pour faire pleuvoir. Brocéliande serait aussi le lieu de la retraite, de l'emprisonnement ou de la mort de Merlin.
Le nom d'une ou de cette forêt mythique est attesté depuis le XIIe siècle sous différentes formes, p. ex. Brecheliant ou Brécilien, dans des textes de fiction mais aussi dans des chroniques et des textes historiographiques. Depuis le début du XIXe siècle, des folkloristes, érudits et écrivains, supposant que ces différents noms ou formes du nom désignent toujours Brocéliande, ont entrepris des efforts pour attribuer une réalité géographique à ce nom et de l'associer à certains massifs forestiers dans la Bretagne armoricaine, notamment à la forêt de Paimpont. Le tourisme naissant a contribué à renforcer cette tendance. La réalité de cette identité entre la forêt de Paimpont et Brocéliande, semble aujourd'hui être admise par certains, mais cet avis n'est pas partagé par une partie des chercheurs qui y mettent des réserves ou considèrent cette identité comme une « invention ». Cela n'a pas empêché l'exploitation touristique du mythe et du nom de Brocéliande dans la forêt de Paimpont et aux alentours, ainsi que l'adoption de ce nom par des collectivités territoriales.

## L'identification de la forêt entre fiction et ancrage géographique

### Au Moyen Âge central (XIIeetXIIIesiècles)
Plusieurs sources des XIIe et XIIIe siècles attestent les agissements de l’hérétique Éon de l'Étoile et ses partisans, probablement très nombreux dans la Bretagne centrale. Le Chronicon Brittanicum relate qu'en 1145, ils brûlaient les cabanes des ermites dans les forêts de Brecclien, Bresrelien, ou Brecilien/Bresilien et d'autres du diocèse d’Alet (après : de Saint-Malo), ; peu après, ils quittaient la région pour atteindre l'évêché de Reims où ils furent capturés et jugés en 1148. En ce qui concerne le Chronicon, dont il n'existe qu'une copie réalisée sous forme d'« un cahier de notes prises par ou pour Pierre Le Baud » au XVe siècle, certains auteurs formulent le reproche d'être fort sujet à caution et de manquer de fiabilité,. Un texte où Pierre Le Baud (1458-1505) évoque l'action d'Eon en Breccelien a été publié pour la première fois en 1638,. Dans le même contexte, on trouve Brécelien chez Bertrand d'Argentré en 1582. L'édition du Chronicon en tant que tel attendait 1707. Guy-Alexis Lobineau écrit alors Bresrelien dans le corps du texte et Brecilien dans l'annexe « Table des noms et matières ». Ce texte était à nouveau édité par Pierre-Hyacinthe Morice en 1742. Celui-ci mentionne respectivement Bresrelien et Bresilien. La forme Bresrelien est encore utilisée par le Baron de Taya en 1835 et par Félix Bellamy en 1896, mais Amedée Guillotin de Corson (1882) écrit Brécilien, et l'historien Arthur Le Moyne de La Borderie, considère que la forme Bresrelien est erronée et la rectifie en Brecelien. Depuis le XIXe siècle, ce nom de la forêt est considéré par des auteurs comme synonyme de Brécilien et Brocéliande.

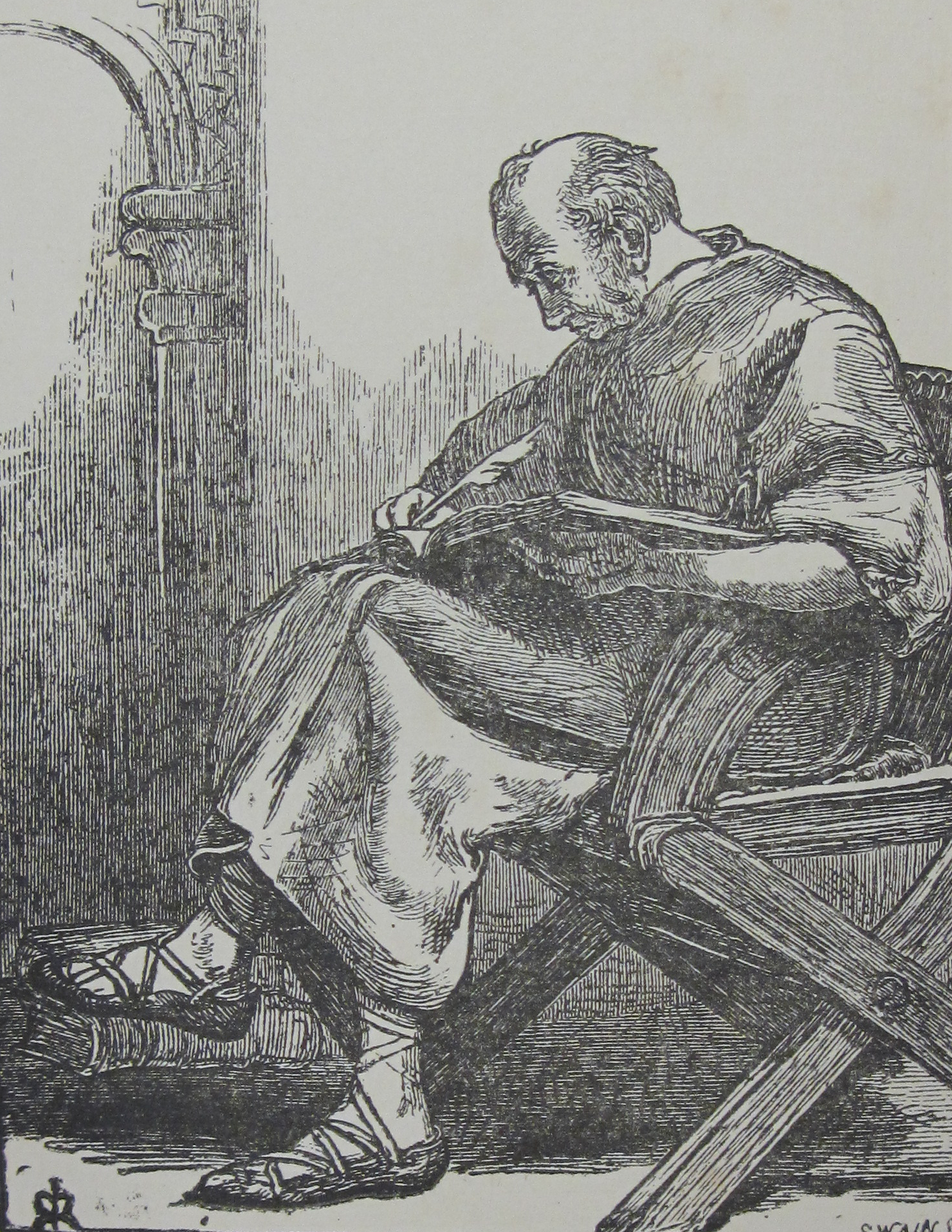
Une gravure représentant Wace de John Everett Millais (1829–1896)

Vers 1160, l'écrivain normand Wace (vers 1100-après 1174) écrit ces vers dans son Roman de Rou et des Ducs de Normandie pour désigner une forêt en Bretagne sans la localiser plus précisément :
« E cil de verz Brecheliant, - Donc Bretunz vont sovent fablant, - Une forest mult lunge è lée, - Ki en Bretaigne est mult loée » (« Et ceux venant de Brecheliant – Dont les Bretons racontent souvent des fables – Une forêt très longue et large - Qui est très fameuse en Bretagne »),
Ce "roman" est revendiqué comme un ouvrage d'histoire consacré aux ducs de Normandie et sans rapport avec le légende arthurienne. Dans le vers suivant, le texte de Wace rapporte ce que les Bretons racontaient au sujet des merveilles de « la fontaine de Berenton »,. Selon l'analyse du médiéviste Francis Gingras, Wace aurait dans un premier temps « prêté foi aux "fables" colportées par les Bretons au sujet des merveilles de Brocéliande », mais, après avoir vérifié lui-même dans la forêt bretonne s'il y avait des « des fées "e altres merveilles plusors", », aurait reconnu d'« avoir manqué de jugement en accordant crédit à ces histoires trop belles pour être vraies ». L'historien Martin Aurell présente la position de Wace d'une façon similaire. L'historien pense que l'ironie de Wace au sujet de la forêt merveilleuse bretonne « est un lieu commun » partagé par Wace et d'autres auteurs,, et qu'il s'agirait « de tourner en dérision l’attente, l’espoir breton (réellement existant ou supposé,), ces Bretons qui ont été vaincu et qui attendent qu’un jour le roi Arthur revienne les visiter ».
C’est dans une fiction romanesque, Yvain ou le Chevalier au Lion, écrit entre 1177 et 1181, que Chrétien de Troyes (Actif dans la seconde moitié du XIIe siècle) fait apparaître une forêt appelée Broceliande située à une journée de chevauchée depuis le château du roi de Bretagne, Arthur,,. Dans cette forêt existe « une fontaine qui bout » et provoque pluie et tempête,,. Elle n'a pas de nom, mais les mêmes caractéristiques que celle de Berenton évoquée par Wace. Si pour Wendelin Foerster il était évident que Chrétien a trouvé ce motif chez Wace, des éditeurs plus récents de Chrétien ne tranchent pas la question si le poète a vu la forêt et la fontaine, s'il se réfère aux mêmes traditions que Wace où s'il a seulement récupéré ce motif chez lui. Le champenois Chrétien connaissait bien l'Angleterre, a été probablement invité chez le roi Henri II, commanditaire de l'ouvrage de Wace, mais il avait aussi de bonnes connaissances de la géographie de l'Ouest de la France,. Philippe Walter dans son étude des sources de l’œuvre pense que « Chrétien a naturellement rencontré » les traditions colportées par des bardes celtiques, mais il ne fait aucune mention de Wace. Le motif de la « fontaine qui bout » a connu une grande fortune chez d'autres d'auteurs jusqu'au XVe siècle.

Les écrivains de l'époque de Chrétien se considéraient comme des artisans travaillant une matière préexistante, ici les légendes et mythes constituant la Matière de Bretagne. Ainsi retrouve-t-on les variantes de Brecheliant ou de Brocéliande chez d'autres poètes de cette époque : Bresilianda chez Bertrand de Born (vers 1140-vers 1215), Brecilianda dans le Roman de Jaufré (fin XIIe, début XIIIe siècle),, Berceliande chez Huon de Méry  (XIIIe siècle) ou encore Breziljân chez l'Allemand  Hartman von Aue (peut-être vers 1160, † 1210 et 1220). Robert de Boron mentionnait d'après Félix Bellamy dans un titre de chapitre du Roman de Merlin une ville de Brocyllyande. Cette ville est cependant située dans l'île de Bretagne. Rédigé probablement dans les années 1270 par un anonyme, la « somme romanesque » Claris et Laris, rassemblant l'ensemble des motifs et personnages arthuriens, cite le nom de Brocélïande à plusieurs reprises.

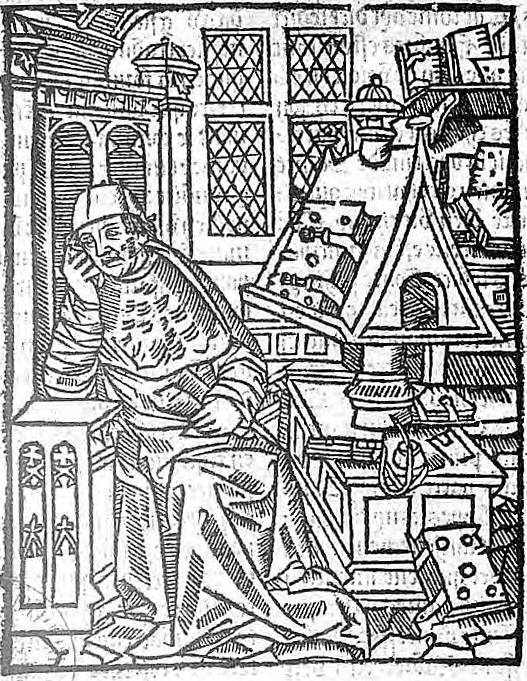
Gravure censée représenter Chrétien de Troyes dans son atelier de travail

Dans un contexte associant l'historiographie, le mystère qui entourait la mort d'Arthur de Bretagne, et l'étude de certains phénomènes naturels d'apparence merveilleuse, Guillaume le Breton (vers 1165-vers 1225) cite la Brecelianensis monstrum admirabile fontis,, dans son poème Philippides (une partie de la Gesta Philippi Augusti) édité dans l'Historiae Francorum en 1656. L'éditeur en 1818 de ce texte dans son Recueil des historiens des Gaules et de la France associe ce phénomène alternativement à une fontaine dans le Dauphiné et à un lac en Auvergne. Le nom latin est traduit en 1825 par Breceil dans une édition française des Philippides François Guizot. L’interprétation du Recueil est rejetée en 1885 par H.-F. Delaborde : Brecelianensis [...] fontis était alors identifiée à « la fontaine de Barenton, située dans la forêt de Brocéliande ou Bercéliande, plus tard Brécilien, aujourd'hui forêt de Paimpont, et dont il est souvent fait mention dans la littérature du moyen âge », interprétation reprise en 1896 par Arthur Le Moyne de La Borderie selon qui Brecelianensis [...] fontis était la fontaine de Brecelien, la fontaine de Barenton.

### Au Bas Moyen Âge (XIVeetXVesiècles)
La chanson de geste Li roumans de Brun de la Montaigne (Brun de la Montagne) composé dans la seconde moitié du XIVe siècle par un auteur anonyme et édité en 1832, présente la forêt sous le nom de Bersillant avec plusieurs occurrences,.
Au début du XVe siècle, probablement avant 1424,, un auteur qui était peut-être Geoffroi de la Tour Landry rédige un roman à succès, Ponthus et Sidoine. S'appuyant sur une bonne connaissance de la géographie et de la toponymie, ainsi que de la tradition littéraire arthurienne, il présente la forêt légendaire de la Bretagne armoricaine dans un cadre familier au lecteur de cette époque,. Selon les éditions la forêt prend le nom de Bertelien,, Béthelien ou Brucellier à la fin du XVe siècle, Brecelien en 1997.
Comme nom d'une propriété foncière du comte Guy XIV de Laval dans le massif de la forêt de Paimpont, Brécelien apparaît à plusieurs reprises dans les Usemens et Coustumes de la forest de Brecelien rédigés au château de Comper par un certain Lorence et signés le 30 août 1467, puis publiés par Aurélien de Corson en 1863,. Un quart de siècle avant lui, le Baron du Taya, qui en publia quelques articles correspondant à la partie intitulée De la décoration de ladite forêt et des merveilles qui y existent,, fit observer que cette charte a été transcrite en 1634 et qu'une copie se trouvait dans le archives de Paimpont. Il y est question entre autres d'un breil (quartier de bois) nommé « du seigneur» protégé merveilleusement contre des bêtes venimeuses ainsi que des mouches, et d'un autre abritant la « fontayne de Bellenton » où le chevalier Pontus fit ses armes. Or, la fontaine de Bellanton et le chevalier Pontus sont des protagonistes du roman Pontus et Sidoine, avec lequel les Usements établissent un lien exprès. Le Hêtre de Pontus symbolisait ce lien jusqu'en 2023 quand il a plié sous l'effet d'une tempête.
D’après une note de Charles Foulon, le comte de Laval aurait utilisé ce roman comme preuve de son droit de préséance au Parlement de Bretagne sur les Rohan, conflit qui avait commencé au début du XVe siècle. À cette époque, les grandes familles bretonnes tentaient d'appuyer leur gloire en revendiquant la possession de terres arthuriennes. Ainsi, en 1475, les Rohan affirmaient de descendre d'Arthur et de posséder le château de la Joyeuse Garde « où le roi Arthur tenait sa cour ». La famille Laval arguait qu’elle comptait cette figure légendaire, Ponthus, parmi ses ancêtres,,,. Félix Bellamy cite un acte provenant des Rohan où cette famille revendique à son tour de posséder dans la seigneurie de Léon « un château [...] auquel le roi Artus tenoit sa résidence, et tenoit les chevaliers de la Table ronde à faire jouxtes, armes et prouesses ».

## La recherche de l'emplacement géographique deBrocéliande
La difficulté de localiser Brocéliande tient entre autres au fait que les auteurs qui utilisaient ce nom ou l'une de ces variantes ne la plaçaient souvent pas dans un lieu précis. Chez Wace, Brecheliant est une pars pro toto désignant la Bretagne armoricaine, de même Bresilianda chez Bertrand de Born. Dans l'Yvain ou le Chevalier au Lion, Calogrenant en partant du château du roi Arthur, à Carduel, en Pays de Galles chevauchait pendant une journée à la fin de laquelle il sortait de Broceliande. Un traducteur et éditeur américain de ce roman au début du XXe siècle, William Wistar Comfort,, s'étonnait que le poète « oubliait » que ses deux lieux étaient séparés par la mer, mais ce W.W. Comfort supposait que cela n'avait pas d'importance pour le lecteur à l'époque. En 1982, Jean-Charles Payen, revient sur ce problème, mais propose comme solution que la capitale d'Arthur avait plusieurs noms, Carduel, Camaalot et aussi Caerlion ainsi que deux localisations. Ce dernier nom a été utilisé par Marie de France (vers 1160-1210) dans le lai Yonec. Selon l'auteur, elle l'aurait situé à la fois dans « une géographie armoricaine et une géographie galloise », et ces lieux pourraient correspondre à Caerlin-[Caerleon-]on-Usk (Pays de Galles) et à Brest (Finistère). Un lecteur contemporain n'aurait pas été gêné par l'incohérence géographique entre les localisations de Brocéliande et de la capitale arthurienne, en jouant « sur la double localisation de Caerlion, capitale arthurienne comme Carduel ou Camaalot ». Encore à la fin du XIXe siècle, Gaston Paris fit une remarque similaire concernant Claris et Laris, dont auteur paraissait ne pas se douter que la Bretagne était une île,. Félix Bellamy qui citait Paulin Paris notait que dans une édition du Roman du Saint-Graal, Brocéliande (Bréselende, Bréquehen, Brédigan) était explicitement placé en Cornouaille en Grande-Bretagne,. Une hypothèse de la médiéviste Margaret Pelan avancait en 1932 que Brocéliande n'a jamais existé, et qu'il s'agirait d'un mythe relayé par Wace, puis repris par Chrétien de Troyes à partir du texte de ce dernier.

### Les hypothèses de son emplacement

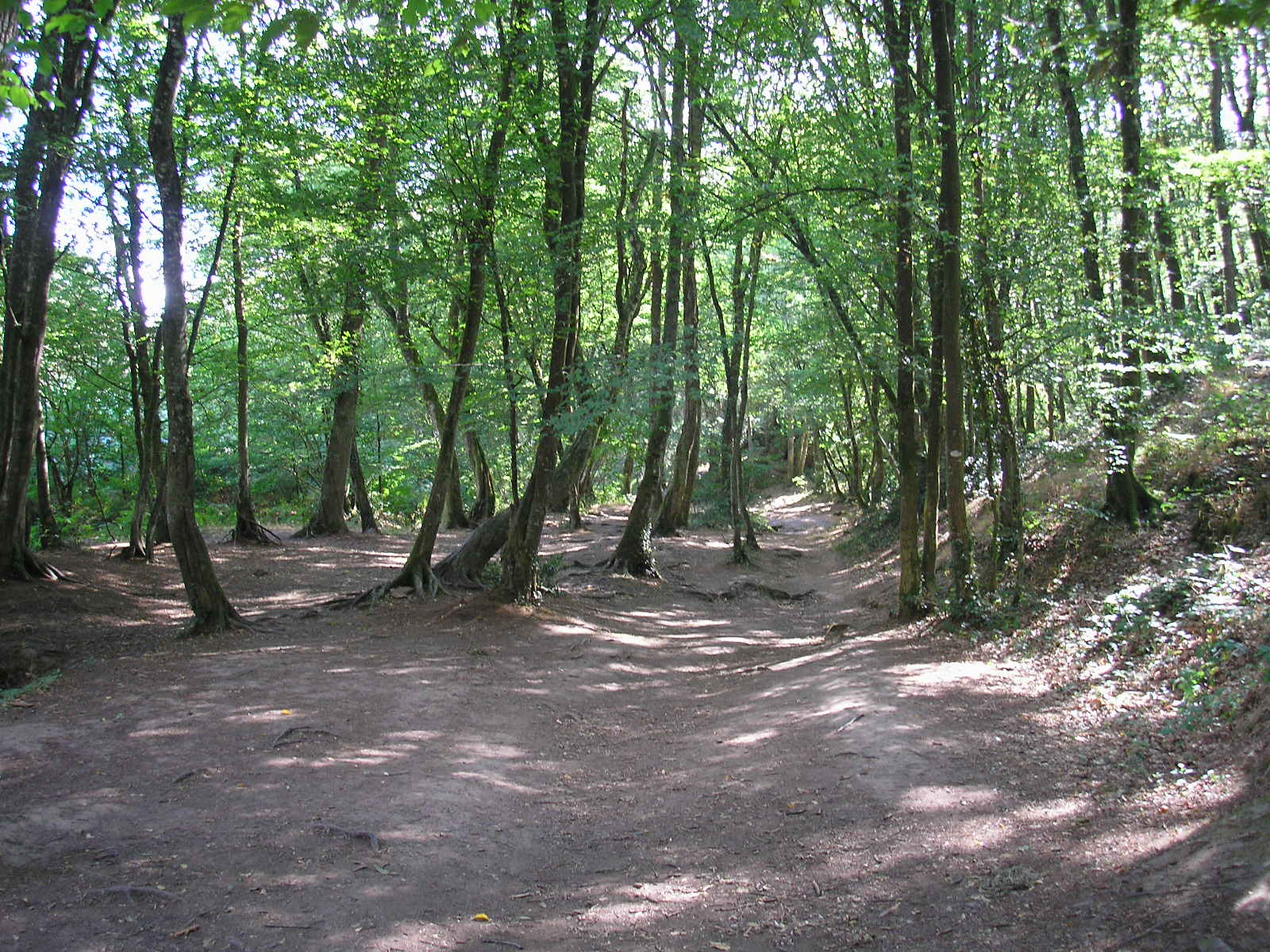
La forêt de Brocéliande est couramment identifiée à la forêt de Paimpont à partir du milieu du XIXe siècle. Selon Chrétien de Troyes, elle se situe outre-Manche.

#### ... en Bretagne
Alors que Jean Markale (1989) estime qu'à la fin du XVIIIe siècle, « l'identification entre la forêt de Paimpont et Brocéliande constitue comme une sorte de vérité historique », le sociologue Marcel Calvez (2010) explique dans un article comment la forêt légendaire de Brocéliande a été fixée géographiquement dans la forêt de Paimpont en l’identifiant à Brecheliant, Brécelien ou Brecilien. Au début du XIXe siècle, les avis des érudits divergeaient à ce sujet, : François-René de Châteaubriand (1768-1848) voyait la Brecheliant de Wace s’étendre entre « les cantons de Fougères, Rennes, Bécherel, Dinan, Saint-Malo et Dol », ; selon le Baron du Taya,, « la très-ancienne Brocéliande était peut-être la réunion des bois de Painpont, de la Hardouinaye, de Loudéac, de Quintin, de Duault, etc. » mais « le Brecilien moderne, c'est la forêt de Painpont », ; L.-A. F. de Marchangy y incluait le territoire entre Gaël (Ille-et-Vilaine) où il plaçait la Fontaine de Barenton et l'abbaye de Bégard (Côtes-d’Armor), il excluait la forêt de Paimpont,, mais, comme d'autres, tenait pour plus probable la forêt de Lorge près de Quintin,,,. La première localisation non ambiguë de Brocéliande date de 1429 lorsque Jean d'Orronville rattache la forêt mythique à celle de Quintin : « le conestable Clisson et son ost alla devant Quintin qui est à l'entrée de la fourest de Broceliande ».
A ces sites s'ajoute la forêt d'Huelgoat « un autre domaine arthurien », la « réplique basse-bretronne » de celle de Paimpont pour le folkloriste Bernard de Parades en 1955. Les preuves matérielles seraient une grotte, exploitée touristiquement sous l'appellation de « grotte d'Artus », et notamment « le camp retranché » d'Arthur fouillé par des arcéologues britanniques. Il s'agit en réalité d'un « murus gallicus » (rempart gaulois) formant une enceinte occupée depuis la Tène finale jusqu'à à l´époque gallo-romaine, donc avant l'émergence de la figure d'Arthur,,. L'autre indice apporté par cet auteur est le lieu-dit nommé Kervarzin (Kermarzin) à Scrignac situé à la lisière du massif forestier qui s'étend au nord de Huelgoat. Ce toponyme serait inspiré par Marzin, la forme du breton cornouaillais de Merlin. De nos jours encore, en 2024, se maintient l'hypothèse que Brocéliande ne fait qu'une avec la forêt de Huelgoat (breton "bois élevé" ou "forêt du Haut"),.

#### ... en Normandie
Des auteurs, plaident la Normandie comme terre d'accueil de cette forêt. En 1963, Paul Quentel revient sur l'emplacement possible de Brocéliande près de la baie du Mont Saint-Michel. Dans un texte de Bernardus Silvestris (XIIe siècle), il découvre le vers « Briscelim sinus Armoricus [...] ». Briscelim serait une ancienne forme de Brocéliande désignant une vaste forêt couvrant non seulement le centre de la Bretagne, mais sa majeure partie. La signification primitive aurait été "montagne ou colline", son nom breton Bresilien,.
Wace était en effet normand, et Chrétien de Troyes a accompagné Marie de Champagne à la cour d'Aliénor d'Aquitaine sa mère à Domfront (Orne) et aurait pu y puiser l'inspiration dans les légendes et les figures des ermites. La toponymie de la région autour de Barenton (Manche) soutient cette hypothèse. Elle peut être parcourue par le circuit Lancelot du Lac qui s'étend sur le Parc Régional Normandie Maine. Barenton, sa colline le porche et le puits, Mortain et son abbaye Blanche, La forêt de la Lande Pourrie, la Fosse Arthour, Banvou, Lassay et Saint Fraimbault (dont une étymologie est "porteur de lance"). Les travaux du CENA auraient été validés par The International Arthurian Society (IAS). Il s'agit donc ici non pas de la "Forêt de Brocéliande", mais bien du prototype ayant servi à Chrétien de Troyes pour imaginer et décrire cette forêt imaginaire et son contexte dans son oeuvre[réf. nécessaire].

### La topographie légendaire
Cette recherche de la localisation géographique de la forêt au XIXe siècle est accompagnée et appuyée par la désignation de monuments à signification légendaire, notamment par Jean-Côme-Damien Poignand et Blanchard de La Musse à partir de 1820. Un tel monument est le « Tombeau de Merlin », que Poignand, puis Blanchard de la Musse identifient dans une allée couverte,,,. Les monuments mégalithiques dans cette zone sont en réalité datés à la période du Néolithique autour de 3 000 ans avant notre ère et étaient encore modifiés ou réutilisés au Chalcolithique (l'âge du Cuivre) et à l'âge de Bronze.

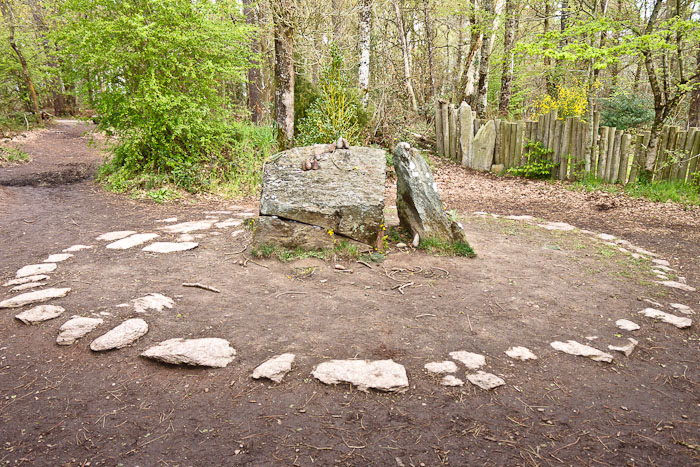
Le tombeau de Merlin dans la forêt de Paimpont

Dans la deuxième moitié du XIXe siècle, c’est par l’identification d’une source avec la fontaine de Barenton que Felix Bellamy en y consacrant un ouvrage entier fixe définitivement la localisation de Brocéliande dans la forêt de Paimpont,. La première preuve est pour lui la possession de la fontaine de Barenton, unique dans son genre, avec les traditions locales qui s'y rapportent et sa mention par Wace et Chrétien de Troyes, le dernier ne la nommant pas, mais la décrivant. En guise de preuves, F. Bellamy consacre un chapitre entier à un certain nombre d'auteurs du XIIe au XIVe siècle, Giraud du Barri, Alexandre Neckham, Vincent de Beauvais et Ranulph Higden, qui ont en commun de situer une fontaine, dont Bellamy rapproche les caractéristiques à celles de la fontaine de Barenton, dans la Bretagne armoricaine ou Petite Bretagne. La deuxième est le tombeau de Merlin qui est d'après l'auteur localisé matériellement à Paimpont à l'opposé de l'hypothétique Brocéliande à Quintin. F. Bellamy convoque Wace qui a parlé du chevalier Raoul de Gaël et deux vers plus tard des seigneurs « de vers Bréchéliant » pour s’appuyer sur la proximité géographique de Gaël et de la forêt de Paimpont, ce qui exclue les autres forêts candidates pour Brocéliande. D'autres éléments topographiques comme le Val sans Retour, des rochers ou des étangs sont nantis de légendes liées au cycle arthurien.

### L'hypothèse d'une antique forêt centrale
F. Bellamy partage l'idée d'une antique forêt couvrant l'ensemble de la Bretagne centrale défendue par l'historien Arthur Le Moyne de la Borderie, dont les massifs forestiers actuels seraient les vestiges, tout en limitant sa topographie légendaire à celle de Paimpont. Les romans arthuriens ont en effet perpétué l'image de forêts épaisses et inaccessibles symbolisant le monde sauvage et menaçant habité de fauves, dragons et géants à un moment où depuis le Xe siècle l'exploitation économique des forêts, la production de bois et de charbon, conduit à leur défrichement. Selon Arthur Le Moyne de la Borderie, les indices pour l'étendue de cette forêt centrale seraient un lieu nommé Brecilien à Paule (Côtes-d'Armor), aujourd'hui Bressilien, où se serait trouvé une motte féodale au XIe siècle, ainsi qu'un village du même nom, parfois écrit Bresselien à Priziac (Morbihan), attesté Brecelian au XIIe ou XIIIe siècle. Il existe aussi un lieu-dit Bercelien à Plouer-sur-Rance, un Bresselien à Henanbihen au sud du cap Fréhel (Côtes-d'Armor). L'historien pose lui-même les limites de son hypothèse en rappelant que le Brecelien de Paule se situe au flanc sud des Montagnes Noires, à l'ouest de la forêt de Lorge (de Quintin) qui « selon des traditions locales très persistantes » fit partie de « l'antique Brocéliande », mais il trouve « caractéristique de voir surgir à te telles distances, aux quatre coins de la Bretagne [...] le même nom », donc Brecilien.
On considère aujourd'hui, que cette forêt centrale était déjà en grande partie défrichée et mise en culture dès le Néolithique ; et à l'issue de l'Antiquité, « le massif était déjà scindé en une série d'îlots séparés par des clairières plus ou moins étendues ».

## Toponymie

### La recherche de la signification du nom
L'étymologie du nom de cette forêt est incertaine. Vers 1839, le Baron de Taya affirmait que le nom de la forêt de Brocéliande a été « diversement écrit », les différents noms pour désigner la forêt légendaire arthurienne seraient donc synonymes de ce nom. Après en avoir cité une dizaine, il répertoriait aussi quelques hypothèses glanées auprès des étymologistes. Certains expliqueraient la signification de Brocéliande par la topographie, terre de broussailles, des bois, pays à l'étang, d'autres font un détour par les langues néerlandaise (« marécage » en pensant à broekland) et flamande, Brockland "latifundia" ; land pourrait avoir le sens de « confins ». Le recours au breton Brech donne "terre de bras ou de périls", et le fait citer son contemporain Théodore Hersart de La Villémarqué, qui avait écrit deux ans auparavant Koat-Brec'hallean « forêt de la puissance druidique ». Il semble finalement préférer une explication « fort simple » fournie par Chrétien de Troyes dans les vers « E ce fu an Broceliande - Une forest an une lande » d'Yvain ou le Chevalier au Lion,.

### L'hypothèse d'une étymologie bretonne
Félix Bellamy à la fin du XIXe siècle rassemblait dans son ouvrage un certain nombre d'approches étymologiques de Brocéliande publiées dans les décennies précédentes. D'emblée, il établissait Brécheliant de Wace comme la forme primitive, alors que Brocéliande de Chrétien de Troyes en aurait été une « transformation » ou une modification comme l'ensemble des 29 variantes (plus Trécéliande et Trécilien) dont il établit la liste. L'auteur référait ensuite avec plus ou moins de distance les tentatives d'autres savants chrachant à expliquer le nom par des racines celtique et breton. D'après « un historien », Breselianda ou Breselenda auraient pu s'expliquer par Bresel "guerre", Land "pays". « Un antiquaire » aurait analysé Bré-is-lien "pays sous toile". Un autre aurrait vu dans Bro-Kelen "pays du houx", qui « devait [...] s'épanouir en la forme Brokéliande ».
L'hypothèse préférée de F. Bellamy était celle du spécialiste des forêts, Alfred Maury, qui, en 1867, donne à Brécilien ou Brexilien - pour lui la forêt de Quintin - le surnom de "forêt de la retraite montagneuse", la retraite de Merlin. Le sens proprement dit serait "les asiles de la montagne de Bré". La partie -cilien du nom procéderait de Kill, pl. Killien "retraite, asile". Ni Alfred Maury, ni Félix Bellamy expliquent le sens de Bré-, si bien que l'explication reste insatisfaisante pour ce dernier. Félix Bellamy trouve plus de plausibilité dans le sens révélé par une interprétation étymologique de Brocéliande fondée sur la langue grecque, βροχη (brochê) "humidité", λιαν (lian) "beaucoup", ce qui correspondrait aux nombreux étangs de cette forêt.
Trois quarts de siècles plus tard, en 1973, Charles Foulon reprend cette interprétation en expliquant l'ancien Bré- par "colline, montagne", ce qui est aussi le sens donné dans les dictionnaires du breton (aujourd'hui plutôt menez),,. D'après Ch. Foulon, Brécilien est à l'origine de Brocéliande. Par un raisonnement phonologique, il déduit leur forme primitive bretonne *Bréch'ellien qui ressemble phonologiquement à la proposition de Th. de La Villémarqué, Koat-Brec'hallean "forêt de la puissance druidique" qu'il cite mais ne retient pas. Avec Brocéliande, Chrétien de Troyes aurait réalisé une création onomastique en choisissant une première syllabe celtique ou breton, Bro- "pays", et en lui donnant une forme harmonieuse et musicale en le segmentant en cinq syllabes Bro-cél-i-an-de ou le [i] fait œuvre d'hiatus. Seulement, Ch. Foulon constate que le Bré- a survécu dans les attestations jusqu'aux siècles plus récents, alors que le Bro- de Brocéliande a souvent été altéré même dans les copies de l'Yvain, il cite Bréchéliande, Bréceliande, Bresceliande. Il voit là l'interférence de la tradition orthographique se référant au modèle Brécilien. Par un raisonnement similaire, il explique les formes de deux poètes provençaux, de Bertran de Born et de l'auteur de Jaufré, qui en choissiasant Bresilianda dans leurs textes, avaient opté à la fois pour la tradition et pour l'harmonie poétique de Chrétien de Troyes. Quant au Brecheliant de Wace, Ch. Foulon pense tout simplement que cet auteur, en tant que locuteur anglo-normand a adapté Brécilien à son idiome, le même effet aurait joué pour le champenois Huon de Méry et son Berceliande.
L'ancien Grand Druide de Bretagne, Gwenc'hlan Le Scouësec, s'est interrogé également sur le sens du nom Brocéliande. D'après lui, ce nom est d'abord le résultat d'une évolution dont le début est Brécilien et qui passe par Brecheliant. L'existence d'un canton dans cette forêt nommé Tresilien ou Trécilien, l'amène à isoler un déterminant -cilien ou -silien qui pourrait être interprété comme le mot breton chilien "anguille". Bresilien signifierait alors "Butte-àl'Anguille" et Trecelien "Tref Silien",.
Le spécialistes de la langue bretonne, Albert Deshayes, suppose une forme britonnique du Brecheliant de Wace (1160). Le toponyme serait basé sur le brittonique brec'h "mont". Cet élément aurait évolué en Bro- pour former Brocéliande ou le nom d'un lieu-dit, Brohéon à Lannéanou (Finistère), qui serait issu de *Brec'h-Eon. Cet élément placé en position initiale est régulièrement suivi d'un nom d'homme, mais l'auteur n'en indique pas un dans le cas de la forêt.
D'après Philippe Jouët, ancien collaborateur aux travaux de l'Institut d'études indo-européennes de Lyon III,,, il convient de distinguer les formes dotées du préfixe Bre- "hauteur" de celles avec Bro(gion)- "région". Bre- serait composé avec le déterminant -sell "vue", "observatoire", ce qui donnerait le sens de "Bellevue" au nom. Le déterminant de Bro-  pourrait être le nom d'un massif Caledonis cité dans  l’Historia Regum Britanniae de Geoffroi de Monmouth. Selon cet auteur, l'origine du nom de Brocéliande serait à cherecher dans l'île de Bretagne d"où ilt aurait été transféré en Armorique, y trouvant une topographie de mythes de rites bien antérieur présentatnt des conditions favorables à son accueil.

### L'hypothèse d'une origine romane du nom
Une étymologie populaire décompose Brocéliande en broce "forêt" et liande "lande", ce qui ferait de l'expression "forêt de Brocéliande" une tautologie.
Pour Jean-Yves Le Moing (1990 et après),, le nom Brocéliande est d'apparence romane sous influence possible du gallo-roman, par les termes de brosse "buisson, brousse" et lande,,,. Il reprend de fait l'avis déjà cité du Baron de Taya,. Pour J.-Y Le Moing, Brécilien serait une forme bretonnisée éventuellement liée à des toponymes costarmoricains Bressilien à Paule et Bercelien à Plouer-sur-Rance. Ce dernier toponyme serait cependant lié à un nom de personne, Silien ou Sulien. L'établissement d'un lien entre ce toponyme et la forêt mythique ne reposerait que sur la poésie. La ressemblance de ces nom a été utilisée comme argument pour appuyer la théorie d'une vaste forêt centrale en Bretagne qui, comme on le sait maintenant,, n'existait déjà plus depuis longtemps au Moyen Âge,. D'après J.-Y. Le Moing, il est impossible de savoir aujourd'hui, si les noms de lieu des romans arthuriens ayant des relations fortes avec la toponymie bretonne sont inspirés de la géographie réelle et rattachées à celle-ci ou s'ils sont une création de la fiction. À titre de comparaison, il évoque le cas de J.R.R Tolkien qui en tant que connaisseur des langues celtiques et germaniques a créé sa toponymie et son anthroponymie romanesques en s'inspirant des formes anciennes der ces langues, par exemple Rohan et Meriadoc dans Le Seigneur des anneaux,.

## Brocéliande- Une question politique dans les années 1930
Pendant les années 1920 et 1930 en Bretagne, l'engouement pour le régionalisme, voire nationalisme breton, l'interceltisme touchaient aussi la question du lieu de Brocéliande. Le débat sur l’identification Brocéliande-Paimpont et l’ancrage de la "matière de Bretagne" dans la Bretagne armoricaine atteignit la dimension d’une dispute idéologique. Pour Charles Le Goffic (1863-1932) et son continuateur Auguste Dupouy, depuis 1932 dans le livre Brocéliande, la question de savoir si la Brocéliande était armoricaine était tranchée. D’après lui, les recherches contemporains l’ont fait « passer la Manche, [...] rejoindre les trois autres, […] près de Glasgow », en Irlande, en Scandinavie... La localisation de Brocéliande à Paimpont est « tout arbitraire ». Son ouvrage devint alors la cible d'une réaction virulente d'un adepte du celticisme nationaliste, Yves Le Diberder, membre du PNB (Parti National Breton/Strollad Broadel Breizh) dans la revue nationaliste Breiz Atao ("Bretagne toujours"). Pour celui-ci, les propos de Le Goffic et d’autres comme Edmond Faral, Ferdinand Lot ou Paulin Paris, étaient susceptibles « de diminuer injustement la confiance des Bretons en eux-mêmes » et leurs idées constituent « une mode anti-bretonne en formation », car « la gloire d’Arthur et de sa Table ronde, la réputation même de la Bretagne [étaient] en jeu ». Ce débat se déroulait à un moment où les esprits étaient encore réchauffés par l’attentat à la bombe à Rennes contre la sculpture représentant l'Union de la Bretagne à la France (Breiz Atao, 17 septembre 1933, p. 2). Dans une réplique, Yves Le Diberder précise pourquoi la conclusion de Charles Le Goffic n'est pas admissible à ses yeux : « l’auteur ne s’est pas référé aux textes, je veux dire à ceux qui comptent. […] De la forêt de Briosque qui était en Bretagne, pas un mot. Existe-t-il dans le pays un nom populaire qui rappelle celui de Brocéliande. Sans doute, et c’est Brécilien sur le cadastre, Brusselien dans le parler du peuple ».
La forêt de Briosque (qui serait issu de Brioc) était cependant celle de Quintin selon Paulin Paris, mais Félix Bellamy, qui le citait, commenta qu'« elle devait se réunir vers le Nord à la forêt de Brocéliande » malgré une étymologie différente de leurs noms. Ce dernier mentionnait aussi Brucellier comme une des variantes de Brécelien utilisées dans le roman Ponthus et Sidoine que les comtes de Laval avaient récupéré pour la valorisation de leur forêt,,,.

## Regards récents sur l'identité de la forêt de Paimpont et deBrocéliande

### Un emplacement historiquement attesté
L'identité de la Brocéliande du roman Yvain ou le Chevalier au Lion et de la forêt de Paimpont est admise comme un fait par le médiéviste et spécialiste de la littérature arthurienne Philippe Walter pour qui ce nom est une réinvention par Chrétien des noms originels, historiquement attestés Brecilien et Brecheliant, en s'appuyant sur l'analyse de Charles Foulon,, et en refusant l'idée d'une « invention récente » du mythe de Brocéliande. Autre indice : La conservation de mythes et légendes dans la zone de Paimpont aurait exercé une fascination sur les auteurs des légendes arthuriennes, alors que ces textes n'ont pas été écrits dans la forêt ou a proximité immédiate des celle-ci. Si Philippe Walter écarte l'idée que l' Hotié de Viviane au sud-ouest de Paimpont, vestige du Néolithique, ait un rapport avec la littérature arthurienne, il lui attribue la qualité d'une « antique mémoire médiévale ». Il pense aussi que les textes du XIIIe siècle s'accordent à ancrer l'histoire de Merlin et Viviane en Bretagne armoricaine (Petite-Bretagne). Il prend pour exemple Lancelot en Prose. Dans ce texte, la « damoisele de moult grant biauté qui avoit non Ninienne » habite « en la marche de la Petite Bretagne », donc à l'est de la Bretagne armoricaine (historiquement, entre les VIe et IXe siècles, la Marche de Bretagne était composée des comtés de Nantes, de Rennes et de Vannes, donc à l'est des principautés bretonnes). Pour Ph. Walter c'est pourtant la preuve que l'histoire se déroule en Petite-Bretagne. Il cite des passages dans d'autres textes, qui relatent que Merlin « s'en vint en la Petite Bretagne » (Livre d'Artus) ou que le royaume du père de Viviane se trouve en Petite Bretagne (Huth-Merlin). Il s'appuie ici sur une autre étude de Michel Rousse,,. Ph. Walter examine aussi le lien étymologique entre le nom de Viviane et la rivière Ninian qui coule  selon PH. Walter « à la lisière de Brocéliande » (à une distance de 12 à 16 km à l'ouest de la forêt de Paimpont d'après OpenStreetMap). À l'instar de Sequana déesse de la Seine, elle serait la déesse de cette rivière. Une scène d'un texte hagiographique concernant saint Judicaël guérissant des lépreux dans une rivière appelée Ynnano, qu'on peut lire Niniano, Ninian selon l'historien La Borderie, sur lequel Ph. Walter s'appuie, garderait le souvenir de la déesse guérisseuse, mais païenne Viviane.

### BrocéliandeetPaimpont: Un seul lieu à double signification
Claudine Glot, fondatrice du Centre de l'imaginaire arthurien, admet que Brocéliande ne figure pas sur une carte topographique, mais que c'est une forêt imaginaire, qu'on peut réinstaller « un peu où on veut ». Selon elle, les auteurs européens (elle fait allusion à Geoffroy de Monmouth, Wace et Chrétien de Troyes) au Moyen Âge ont localisé Brocéliande en Petite Bretagne en y associant la présence de la fontaine de Barenton, ce qui correspondrait « à peu près » à la forêt de Paimpont. Le choix de ce lieu tiendrait aussi à sa particularité topographique et géographique telle est décrite par C. Glot. Ce serait un lieu à part, au centre du triangle Rennes-Nantes-Vannes/Lorient, se distinguant par son altitude culminant à 200 m dans un environnement plutôt plat.
La signification de ce lieu serait double. La forêt isolée conservait une mémoire patrimoniale, celle d'une forêt qui « convoie » l'esprit du merveilleux, du fantastique du terrible. Brocéliande serait devenu la forêt de Paimpont seulement avec l'installation des forges de Paimpont et son activité industrielle. Ainsi, elle serait à la fois celle des petits gens qui y gagnent leur vie (Paimpont) et celle des légendes (Brocéliande).(55, 56)
L'ancrage géographique des légendes à Paimpont, ne peut être prouvé d'après C. Glot. Mais depuis le Néolithique la forêt est sacralisée par des monuments funéraires. Si l'on en a pas trouvé pour la période de l'Âge du Fer, celui du monde celtique, mais seulement des fermes par les « survols » (prospections aériennes réalisées en Bretagne depuis les années 1980) c'est que les instruments de recherche comme le LIDAR n'étaient pas encore suffisamment développées. Un autre argument est pour la charte Usements rédigée sur ordre de Guy de Laval, où l'on parle des prodiges de la fontaine de Barenton et de la forêt,.
La topographie légendaire serait à la fois le produit d'inventions récentes et une continuation de l'histoire. Le romantisme du XIXe siècle en Bretagne, pour lequel elle refuse le terme celtomanie, a fait renaître les traces matérielles en redécouvrant le monde celtique. Ensuite la légende vivrait sa propre légende, les visiteurs ont leurs envies si bien que l'offre de sites légendaires doit évoluer. Au tombeau de Merlin s'ajoute le Pont de Viviane où elle et Lancelot se sont donnés le premier baiser, le Rocher glissant, la grotte en dessous ou les deux se sont aimés.

### Une matière essentiellement anglaise
La spécialiste de la littérature médiévale Christine Ferlampin-Acher estime que la matière arthurienne médiévale est essentiellement anglaise, même si elle st associée à la Petite Bretagne, à l'exception des récits concernant Tristan et Yseut et Lancelot, qui sont d'origine continentales.

### Des indices historiques manquants
L'historien Martin Aurell constate le fait que l'on associe ce nom à la forêt de Paimpont, mais précise aussi qu'aucun indice n'existe permettant de le localiser et que Wace utilisait ce nom plutôt pour désigner l'ensemble de la Bretagne. Il admet que le rituel de la fontaine qui permet de déclencher la pluie et la tempête décrit dans Yvain ou le Chevalier au Lion puisse paraître « enraciné dans les traditions locales » de Brocéliande « autre toponyme de la forêt de Paimpont ». Il rappelle cependant que Wace dans son Roman de Rou, auprès duquel Chrétien de Troyes a trouvé peut-être l'idée de ce mythe, a pris ses distances de façon ironique tout en niant l'existence de toute forme d'une telle « merveille » chez les Bretons. Ce mythe est repris par d'autres auteurs au cours des XIIe et XIIIe siècles (Giraud de Barri, Guillaume Le Breton, Thomas de Cantimpré), et encore dans les Usements de 1467. Martin Aurell écrit qu'il s'agit là d'un texte très tardif par rapport au moment de la naissance littéraire de la légende vers 1160 et qu'il est impossible de savoir si ce rituel est ancré dans des pratiques païennes dont l’écho se retrouverait chez les écrivains du XIIe siècle, ou bien s'il s'agit plutôt d'une « réfection savante » par les seigneurs de Montfort (= Montfort-Laval) au XVe siècle. Le Val sans Retour est pour lui une autre récupération, car il apparaît pour la première fois dans le cycle Lancelot-Graal vers 1230 et est situé en Grande-Bretagne. Le mythe arthurien était certes partagé par les Bretons de l'île de la Grande-Bretagne et des ceux ayant migrés vers les Ve et VIe siècles en Bretagne armoricaine. M. Aurell place son origine cependant dans les forêts des monts Cambriens au pays de Galles, où les Bretons de l'île se sont retirés devant la menace des Saxons au même moment que les derniers ourses bruns, dont le nom gallois arth a pu être à l'origine du nom Arthur, "homme-ours" à l'instar des berserkir, personnage sylvestre tout comme son mentor Merlin,.

### Brocéliande, une «invention»
Marcel Calvez insiste sur l'idée que cette identification est une construction a postériori, sa topographie légendaire une « invention »,. Il fait observer que les lieux légendaires ont été inventés non pas dans la forêt avec des ronces qui accrochent comme le suggère Chrétien de Troyes, mais dans les landes rases servant de pâtures aux moutons et vaches aux XVIIIe et XIXe siècles ; la forêt existante à ce moment-là commençait effectivement à devenir inaccessible, notamment pour les visiteurs et touristes, à cause d'une baisse des activités industrielles (forges de Paimpont) et d'autres, entraînant aussi un dépeuplement. Cette « invention » de Brocéliande s'inscrivait aussi, selon Marcel Calvez, dans le contexte culturel d'une passion pour les mégalithes (le tombeau de Merlin était une ancienne allée couverte) que l'on ne savait cependant pas encore dater, qu'on liait aux Celtes, tout en supposant des origines celtiques à la France et en désignant le breton comme la première langue de l'humanité. Il rejoint ainsi d'autres auteurs qui placent cette recherche de l'emplacement de Brocéliande dans le cadre intellectuel de la celtomanie.

## Brocéliandecomme facteur du développement de la région

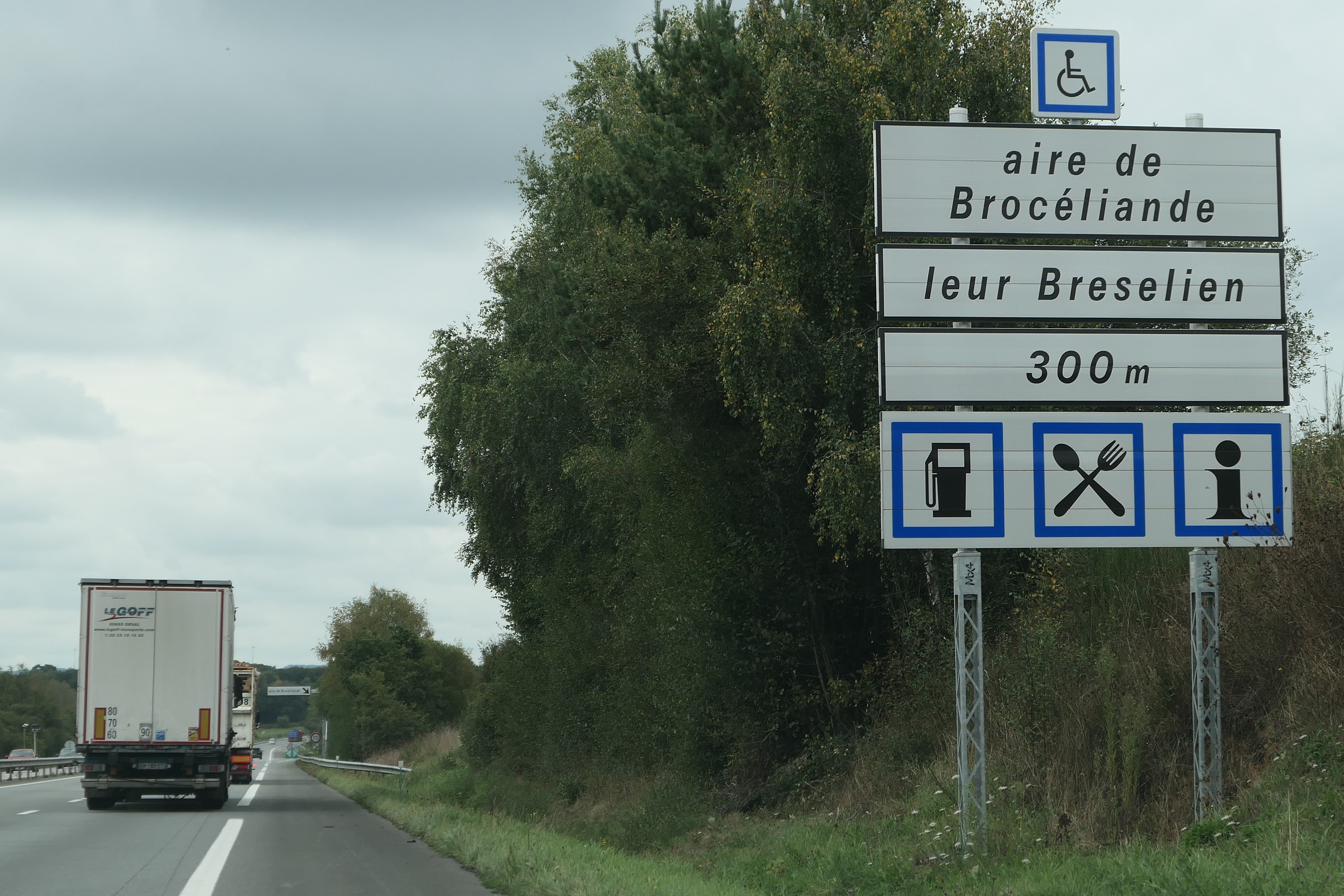
Panneau routier sur la RN 24 direction Lorient, près de Ploërmel

### Le développement touristique depuis leXIXesiècle
Après le milieu du XIXe siècle la topographie légendaire se fixe et le tourisme se développe avec l'arrivée du train à Rennes en 1857, la forêt de Paimpont est mentionnée dans des guides touristiques à partir de 1867 en l'associant à Brocéliande. Un guide touristique local avec le titre Brocéliande en deux journées. Guide du touriste à la forêt de Paimpont apparut en 1868,. Les lieux légendaires sont alors situés dans la forêt de Paimpont. Des visiteurs cherchant un espace légendaire et mystérieux se retrouvent cependant face à un espace ouvert composé des landes destinées à l'usage agricole et des parcelles de taillis en exploitation au profit des forges. Dans ce paysage, des rochers et des mégalithes se dressent comme témoins imaginaire d'un passé légendaire.

La forêt de Paimpont

A la fin du XIXe siècle, le réseau ferroviaire atteint Ploërmel à l'ouest et Plélan à l'est de la forêt de Paimpont. Le tramway mis en service jusqu'à Plélan-le-Grand en 1898 fit venir des visiteurs empruntant la ligne Rennes-Plélan-Guer-Redon lors des excursions organisées le dimanche, à partir de 1913 plusieurs haltes étaient aménagées à la lisière de la forêt à Paimpont-les-Forges, à 2h30 de Rennes en 1924, Beignon, Saint-Malo-de-Beignon et Camp de Coëtquidan,,. Puis, après la Première Guerre mondiale, des touristes découvrent la région aussi  en voiture ou à bicyclette. Depuis 1920 le Touring Club de France organise des visites et met des bancs pour les promeneurs, des guides pour les officiers de l'école de Coëtquidan sont publiées. En ce moment, l'activité forestière commence à disparaître, la forêt gagne les taillis et devient le décor des sites légendaires.
Avec l'intervention de l'abbé Gillard, qui depuis 1943 avait restauré l'église de Tréhorenteuc en y installant une décoration inspirée à la fois du christianisme et d'éléments des légendes arthuriennes, la Table ronde et le Graal, le centre de Brocéliande se déplace au début des années 1950 à l'Ouest, le nouveau centre devient Tréhorenteuc d'où on accède au Val sans Retour et à la fontaine de Barenton. La tenue d'un Gorsedd en 1951 consacre l'espace comme lieu légendaire. En 1958, une carte mélangeant scènes de chasse et localisation de sites légendaires ou mythologiques « de Brocéliande de la forêt de Paimpont » invite le promeneur à une promenade dans l’imaginaire.
Dans les années 1960, le tourisme dans cette région devient un objet de préoccupation du département du Morbihan, une Association touristique des Pays de la Table ronde avec six cantons morbihannais ainsi que de la commune de Paimpont est mise en place en 1963. L'Ille-et-Vilaine suit en 1972, avec la création d'un office touristique regroupant 4 canton brétilliens. La période suivante, voit émerger un certain nombre d'intérêts divergents quant à l’utilisation de cet espace. Si du côté morbihannais, on développe davantage les thématiques arthuriens, on peut mettre les légendes populaires sur le même plan d'intérêt du côté bretillien. D'autre part, l'exploitation touristique est concurrencée par des usages de loisir. Des aménagements, comme des routes et des parkings, et le tourisme de masse qui en résulte sont critiqués pour leur potentiel de détruire l'ambiance légendaire au même moment que l'environnement naturel. La préoccupation environnementale est renforcée par les incendies de 1976 et de 1990.
À partir de 1976, l’État moyennant du le VIIe plan crée avec les pays un cadre dans lequel l'aménagement rural peut davantage être pris en charge par les collectivités locales. En Bretagne, 24 Pays d'accueil touristique sont créés, dont ceux d'Oust à Brocéliande dans le Morbihan et de Brocéliande en Ille-et-Vilaine. Ces pays doivent être définis par une identité forte qui s'appuie dans ces deux cas sur la forêt comme entité naturelle ainsi que sure le cycle arthurien.
Une coopération entre les différents acteurs des deux départements concernés sur la base d'une « référence au patrimoine naturel, culturel et légendaire » se développe et débouche en 1997 sur le projet d'un parc naturel régional qui échoue parce qu'il ne reçoit pas l'accord de tous, dont les propriétaires forestiers. L'interprétation des lieux sur la base des légendes arthuriennes dans du côté du Morbihan par une revalorisation du Val sans Retour, l'installation de l'Arbre d'Or ainsi que, depuis 1988, du développement du Centre de l'imaginaire arthurien, depuis 1990 au Château de Comper rencontre l'opposition de certains locaux qui cherchent à valoriser les traditions et légendes locales collectionnées XIXe siècle par des folkloristes comme Paul Sébillot. Avec la restauration des Forges et de l'abbaye de Paimpont, la valorisation touristique se poursuit dans les années 1990. Une concertation des acteurs en Ille-et-Vilaine conduit en 2007/2008 à la création de la Maison de Brocéliande qui héberge depuis 2012 la Porte des Secrets, dont le spectacle scénographique doit « concilier les activités anciennes (le bois, le fer), les arbres de la forêt et les contes populaires ».
En 1990, Bertrand Cousin, appelle à un nouvel élan pour le développement de la Bretagne, notamment des zones rurales et de la partie occidentale. Il identifie le tourisme comme « la troisième grande activité traditionnelle qui fonde la prospérité de la région » et y voit un potentiel pour attirer des visiteurs de l'ensemble de l'Union européenne. Dans ce cadre, la forêt de Paimpont, donc « la forêt de Brocéliande et la légende arthurienne » en particulier ferait partie d'une palette de « produits touristiques », où un « tourisme insolite » aurait le potentiel de « présenter les légendes, le passé fantastique et magique de la Bretagne ». Au même moment cette zone ferait partie du patrimoine naturel à préserver.
Depuis 2013, le Syndicat mixte Destination Brocéliande est l'une des dix destinations touristiques promues par la Région Bretagne. Ce syndicat regroupe cinq offices de tourisme des intercommunalités Brocéliande Communauté, Montfort Communauté, Communauté de communes de Saint-Méen-Montauban, De l'Oust à Brocéliande Communauté et Ploërmel Communauté couvrant un espace de 89 communes des départements de l'Ille-et-Vilaine et du Morbihan au centre de la Haute Bretagne entre Médréac au nord, Bréal-sous-Montfort à l'est, Malestroit au sud et Josselin à l'ouest. Ce territoire touristique dépasse ainsi largement la forêt de Paimpont et ses abords immédiats,. Les légendes arthuriennes, ne sont plus qu'un élément parmi d'autres et intégrées dans des thématiques plus larges comme « une forêt, berceau des contes et légendes » et « une tradition de l’imaginaire, profondément ancrée » à côté de la valorisation touristique de la nature, « à l’intérieur des terres, notamment avec le Canal de Nantes à Brest » ainsi que du patrimoine historique et culturel.

### Brocéliande, toponyme officiel dans l'administration territoriale

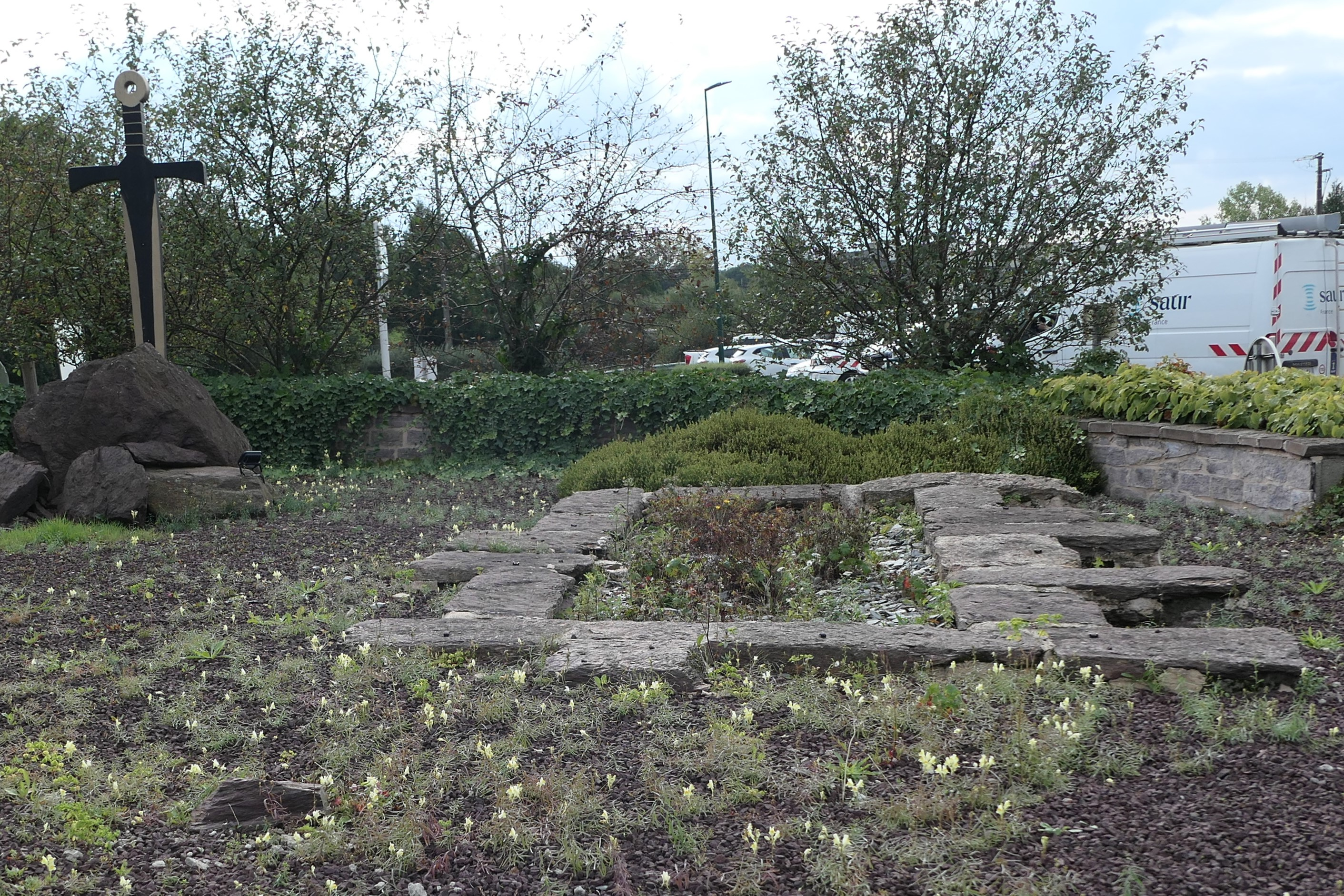
Des répliques de l'épée Excalibur et de la fontaine de Barenton au rond-point de la Porte de Brocéliande à Bréal-sous-Montfort

Aujourd'hui, le nom Brocéliande est officialisé, car il désigne depuis janvier 2022 l'EPCI Brocéliande Communauté (créée en 1993 comme Communauté de Communes de Brocéliande,) qui publie son bulletin sous le nom de Brécilien le Mag (Le Brécilien jusqu'en 2021), et il fait partie du nom d'un syndicat mixte fermé, Pays de Brocéliande. En 2017, l'intercommunalité De l'Oust à Brocéliande communauté a été créée,. Avec une nuance, l'Office National des Forêts préfère le terme de forêt domaniale de Gaël-Paimpont, alors que "la légendaire forêt de Brocéliande" est le « lieu fictif des mythes arthuriens ».

## Origine de la légende arthurienne
Au Ve siècle apr. J.-C., en Bretagne (de l’autre côté de la Manche), les Barbares, en l'occurrence Saxons, Scots ou Angles, disputent aux peuples plus ou moins romanisés leurs pouvoir et possessions. Parmi les plus valeureux de ces résistants se distingue un certain Artus, seigneur de Camelot, près de Londres, entouré de preux chevaliers réunis dans la confrérie de la Table ronde. Leur but est de défendre coûte que coûte leurs possessions.
D’épiques combats, alimentés par la tradition orale, se transforment aux siècles suivants en récits légendaires qui associent à leur résistance l'usage d'un récipien. t ou graal. Une partie des Bretons passe la mer et prend la place de ceux qui y habitent, impose leur langue créant la Petite Bretagne.
Engagé aux côtés de Guillaume le conquérant dans la bataille d’Hastings (14 octobre 1066), Raoul II de Montfort, seigneur de Gaël, entend ces récits guerriers. De retour sur ses terres de Paimpont, le chevalier s’en fait largement l’écho, suppose-t-on, dans les soirs de veillée, racontant à l’envi des récits embellis. Ces péripéties guerrières se diffusent bientôt d’un côté à l’autre de la Manche, jusqu’à inspirer la littérature médiévale.

## Impact culturel
De nombreuses œuvres de fiction, romans, films, séries et recueils de contes, mentionnent Brocéliande.
En 1926 André Gide entreprend son voyage au Congo, dont il rend compte dans son journal. Pour le 8 septembre 1926, il écrit : "Puis, suivant le sentier devant nous, qui pénètre dans la forêt, nous nous sommes enfoncés presque anxieusement dans une Brocéliande enchantée. Ce n’était pas encore la grande forêt ténébreuse, mais solennelle déjà, peuplée de formes, d’odeurs et de bruits inconnus." Cependant, cette vision s'évanouit cinq jours plus tard d'après l'entrée du 13 septembre, il avoue "que cette forêt me déçoit", il s’attendait "à plus d’ombre, de mystère et d’étrangeté",. A. Gide a séjourné à plusieurs reprises entre 1889 et 1893, puis en 1906 en Bretagne, lors desquels ses paysages et la figure du Lancelot du Lac lui ont donné l'inspiration pour son Voyage d’Urien.

### Littérature et BD

#### Romans
- Christiane Angibous-Esnault, Fées contre faits à Brocéliande, Palémon éditions, 2022, 192 p. (ISBN 978-2-3726-0656-1) ;
- Annick Le Scoëzec Masson : Bréchéliant, roman, Paris, Editions Garamond, 2017
- Édouard Brasey, Les Lavandières de Brocéliande, Calmann-Lévy, 2012 (roman) ;
- Pascal Martin, Le bonsaï de Brocéliande, 2006 (roman) ;
- Yann Brekilien, Le secret des druides, 2002 (roman) ;

#### BD
- Sandrine Gestin, La légende des dames de Brocéliande, bande dessinée, éditions Au bord des continents, 2011 ;
- Gilles Chaillet, Le dogue de Brocéliande, bande dessinée, éditions Le Lombard, 2003 ;
- Bruno Bertin, Les Sorcières de Brocéliande, trilogie en bande dessinée des Aventures de Vick et Vicky, Éditions P'tit Louis (Tome 1 :La Légende, 2002 ; Tome 2 :La révélation, 2003 ; Tome 3 : A la recherche du graal, 2004 ;
- Alexis Chabert et Didier Convard, Les Enfants de Brocéliande, bande dessinée de la série Rogon Le Lheu, 1997 ;
- Renaud Marhic, Terminus Brocéliande, 2008 (roman).

#### Documentaire
- Claudine Glot et Marie Tanneux, Contes et légendes de Brocéliande, Ouest-France, 2002, 251 p. (ISBN 978-2-7373-3053-7)

### Musique
- Les Forbans : la chanson Brocéliande sur leur album "Virage", 1992.
- Brocéliande : Groupe de rock progressif celtique de la région brestoise (Années 1984-1989): "Soleil Noir", "Rejoins-moi", "Le Printemps des Gros Nez Rouges"...
- Paul Ladmirault, Gilles de Retz, 1893 (opéra) ;

### Télévision et cinéma
Un film d'horreur français de Doug Headline, tourné dans la forêt de Paimpont, est sorti en 2003. Ce film, intitulé Brocéliande, a reçu des critiques très négatives dès sa sortie. Il est classé 13e de la liste des pires films de tous les temps établie sur Allociné, avec une note moyenne de 1,1 ⁄5 attribuée par les spectateurs.

### Marques
En 2006, Brocéliande a donné son nom à une marque d'eau minérale, extraite du sous-sol de Paimpont.